# Chronica Slavorum

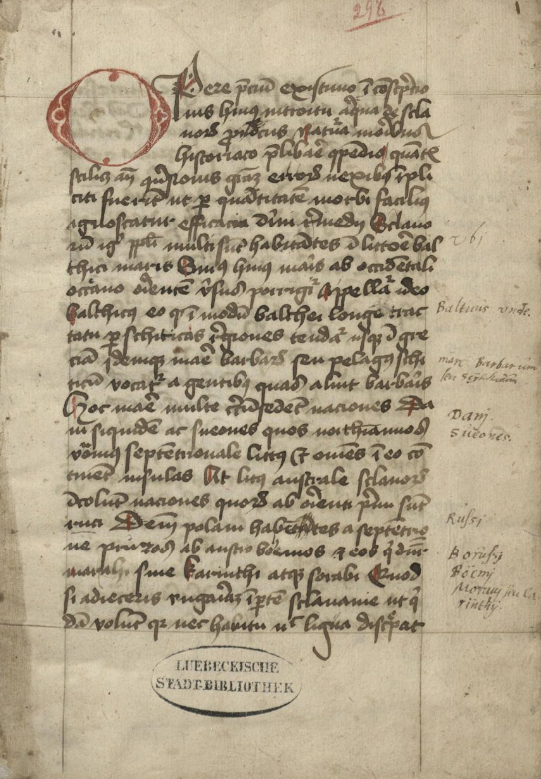
Beginn der Lübecker Handschrift der Chronica Slavorum (15. Jahrhundert)

Die Chronica Slavorum (Chronik der Slawen), von Helmold von Bosau verfasst, beschreibt die Ostsiedlung und die Missionierung der Slawen, vor allem ab Otto I.
Sie  befasst sich vorrangig mit der Herrschaftsbildung, Siedlung und Mission in Ostholstein, Mecklenburg und Pommern, aber auch in Brandenburg und Skandinavien. Dabei beschreibt Helmold recht genau die Religion, Kultur und Gesellschaft der heidnischen Stämme östlich der Elbe, die in der modernen Forschung als Elb- und Ostseeslawen bezeichnet werden. Bei der Unterscheidung zwischen den Stämmen an der Ostsee hebt er im ersten Kapitel die Pruci/Prußen, die er irrtümlich für Slawen hält, wegen ihrer „Tugenden“ hervor; sie dienen ihm als Projektionsfläche für Kritik an den Christen. Der Schwerpunkt seiner Chronik (108 Kapitel) beschäftigt sich mit den geschichtlichen Ereignissen im slawischen Gebiet zwischen Kiel (Wagrier) über die Mecklenburg (Obotriten) und Rügen (Ranen) bis Stettin (Pomoranen), das etwa der Billunger Mark entspricht, und zwar in der Zeit von Karl dem Großen bis 1168.

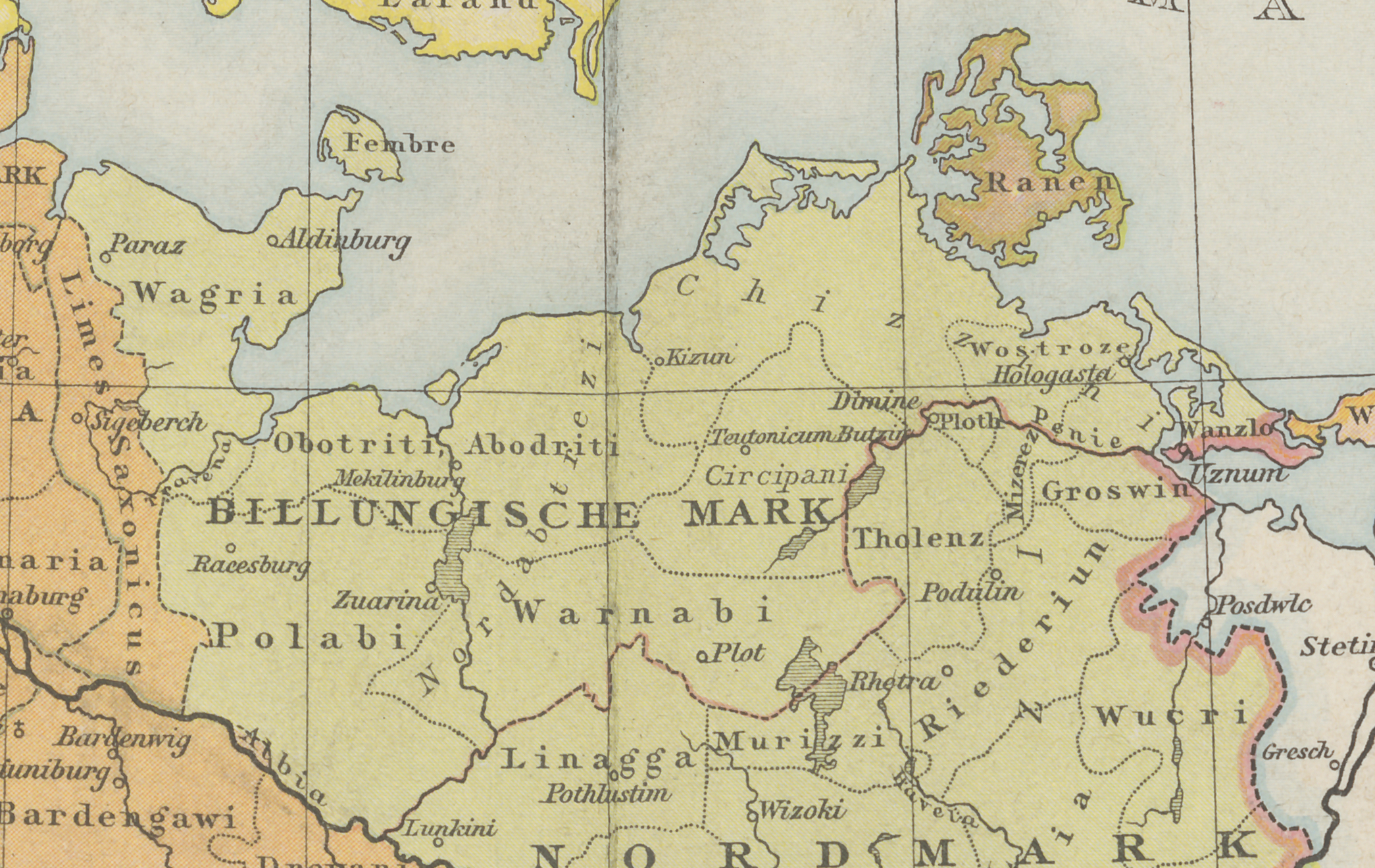
Stammesgebiet der Wagrier, Obotriten, Ruganen und Pomoranen um das Jahr 1000

Als Quellen verwendete Helmold vor allem Adam von Bremen, die Viten Willehads und Ansgars, ergänzt um mündliche Überlieferung und eigene Erfahrung. Helmolds Slawenchronik gilt als bedeutendste Schriftquelle Niederdeutschlands des 12. Jahrhunderts. Arnold von Lübeck setzte die Chronik (Arnoldi Chronica Slavorum) von 1171 bis 1209 fort. Ernst von Kirchberg übertrug sie 1378/79 in hochdeutsche Reimform. Die älteste Ausgabe wurde von Schorkel (Frankfurt 1556) herausgegeben.

### Ausgaben und Übersetzungen
- Helmold: Slawenchronik = Helmoldi Presbyteri Bozoviensis Chronica Slavorum (= Ausgewählte Quellen zur deutschen Geschichte des Mittelalters. Bd. 19). Neu übertragen und erläutert von Heinz Stoob.  Wissenschaftliche Buchgesellschaft, Darmstadt 1963 (2., verbesserte Auflage. ebenda 1973, ISBN 3-534-00175-3).
- Helmolds Chronik der Slaven (= Geschichtschr. d. deutschen Vorzeit 2. Gesammtausg. Bd. LVI) Übersetzung nach der Ausgabe der Monumenta Germaniae, Leipzig 1894 books - google (PDF; 5,1 MB)

### Sekundärliteratur
- Bernhard Schmeidler: Helmold und seine Cronica Slavorum. In: Zeitschrift des Vereins für Lübeckische Geschichte und Altertumskunde. Bd. 14, 1912, S. 185 ff.